# Архиепархия Шербрука
Архиепархия Шербрука (лат. Archidioecesis Sherbrookensis) — архиепархия Римско-Католической церкви с центром в канадском городе Шербрук. В митрополию Шербрука входят епархии Николе и Сент-Иасента. Кафедральным собором архиепархии является собор святого Михаила Архангела в городе Шербрук.

## История
28 августа 1874 года Святым Престолом была учреждена епархия Шербрука, которая отделилась от архиепархии Квебека, епархии Сент-Иасента и епархии Труа-Ривьера.
2 марта 1951 года епархия Шербрука была возведена в ранг архиепархии.

## Ординарии архиепархии
- епископ Antoine Racine (1.09.1874 — † 17.07.1893)
- епископ Paul-Stanislas La Rocque (6.10.1893 — † 15.08.1926)
- епископ Alphonse-Osias Gagnon (23.06.1927 — † 12.02.1941)
- архиепископ Philippe Servulo Desranleau (12.02.1941 — † 28.05.1952)
- архиепископ Georges Cabana (28.05.1952 — 7.02.1968)
- архиепископ Jean-Marie Fortier (20.04.1968 — 1.07.1996)
- архиепископ André Gaumond (1.07.1996 — 26.07.2011)
- архиепископ Luc Cyr (с 26.07.2011)

## Источник
- Annuario Pontificio, Libreria Editrice Vaticana, Città del Vaticano, 2003, ISBN 88-209-7422-3